# Sitofobi
Sitofobi eller sitiofobi (af oldgræsk: σῖτος sitos "korn" eller "mad" og φόβος phóbos "frygt" eller "flugt") betyder angst for mad, frygt for at spise eller madlede. Sitofobi kan (måske) sammenlignes med anoreksi.